# Burathema divisa
Burathema divisa là một loài bướm đêm trong họ Crambidae.